# Planaltomyrtörnskata
Planaltomyrtörnskata (Thamnophilus pelzelni) är en fågel i familjen myrfåglar inom ordningen tättingar.

## Utbredning och systematik
Fågeln förekommer på högplatå i mellersta och östra Brasilien. Den behandlas som monotypisk, det vill säga att den inte delas in i några underarter.

## Status och hot
Arten har ett stort utbredningsområde, men tros minska i antal, dock inte tillräckligt kraftigt för att den ska betraktas som hotad. Internationella naturvårdsunionen IUCN listar arten som livskraftig (LC).

## Namn
Fågelns vetenskapliga artnamn hedrar August Pelzel Edler von Pelzeln (1825-1891), österrikisk ornitolog och samlare.